# Oleje smarowe

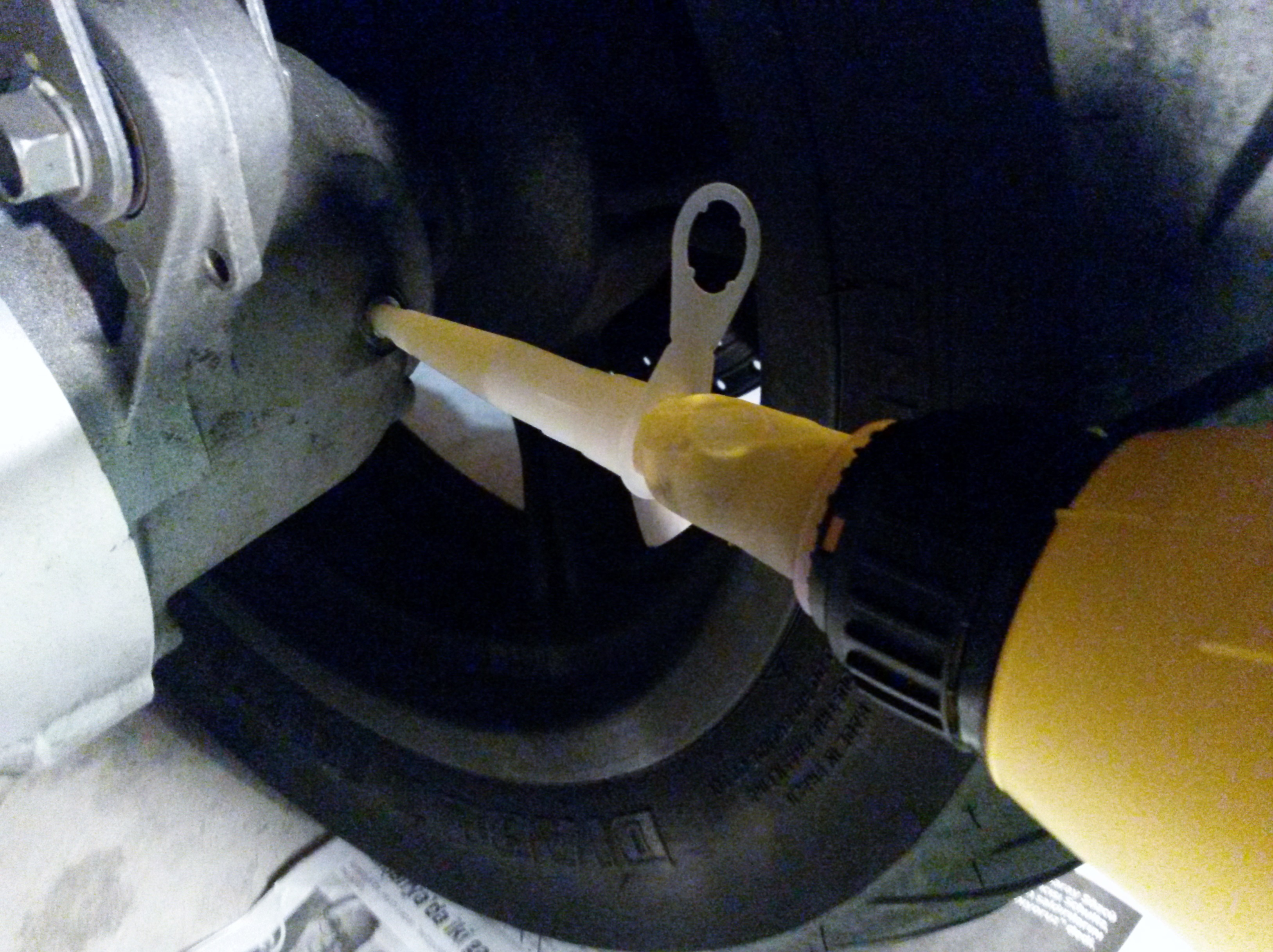
Olej smarowy wprowadzany do przekładni redukcyjnej skutera

Oleje smarowe – oleje, których głównym zadaniem jest zmniejszenie tarcia między powierzchniami dwóch stykających się i współpracujących ze sobą ruchomych elementów urządzeń mechanicznych. 
Smary wskutek odpowiedniej lepkości powlekają trące powierzchnie gładką, śliską warstwą, nie dopuszczając do bezpośredniego ich styku i przyczyniając się do zmniejszania energii niezbędnej do utrzymania w ruchu obu elementów. Smary chronią ponadto stykające się powierzchnie przed zużyciem i korozją oraz przed szkodliwym oddziaływaniem otoczenia na elementy pracujące, pełniąc przy tym szereg dodatkowych funkcji, specyficznych dla danego smaru i jego przeznaczenia.
Oleje smarowe pod względem tonażowym i pod względem ilości gatunków stanowią największą grupę środków smarowych w motoryzacji, transporcie i przemyśle.

## Wytwarzanie olejów smarowych
Każdy olej smarowy jest kompozycją składającą się z oleju bazowego i zestawu dodatków uszlachetniających. Ilość, rodzaj i wzajemne proporcje komponentów decydują o klasie wytworzonego oleju. We współczesnych olejach ilość dodatków uszlachetniających waha się od ułamka procentu do kilku i kilkunastu %, resztę stanowi olej bazowy. 
Istnieją, dwa zasadnicze źródła olejów bazowych, stanowiących podstawowy składnik każdego oleju smarowego:
- oleje bazowe mineralne, pochodzące z przerobu ropy naftowej
- oleje bazowe syntetyczne, otrzymywane drogą syntezy chemicznej